# فدراسیون شنای استرالیا
فدراسیون شنای استرالیا (انگلیسی: Swimming Australia) اداره کننده ورزش شنا در کشور استرالیا است.
این فدراسیون که در سال ۱۹۰۹ تأسیس شده مقر آن در شهر ملبورن جنوبی قرار دارد.